# Teťana Šmajljuková
Teťana Šmajljuková (ukrajinsky Тетяна Шмайлюк, Teťana Šmajljuk; * 15. března 1987 Doněck) je ukrajinská zpěvačka progresivní metalcorové skupiny Jinjer. Členkou je od roku 2010, kdy nahradila Maksyma Fatullajeva. Příchod Teťany je považován za pravý počátek kapely. Díky svému vystoupení na kyjevské soutěži získali ocenění Nejlepší ukrajinská metalová kapela roku 2013, odehráli koncert na největším rockovém hudebním festivalu na Ukrajině The Best City.UA a v roce 2013 se vypravili na své první koncertní turné. V roce 2014 hrála poprvé v České republice. Teťana chtěla už odmalička být zpěvačkou. Chtěla ale také být malířkou (udělala například obal alba Cloud Factory).

## Hudba
Je známá svým growlem (hluboký až chraplavý styl zpěvu), kterým se propracovala z místní scény na celosvětovou a to i přesto že na Ukrajině je metal, podle jejích slov, neuznáván. Vyrůstání na Ukrajině bylo pro ni složité a to se projevuje v jejích textech. Texty píše hlavně v angličtině, někdy ale napíše text rusky, který následně přeloží a někdy je nechá v ruštině.Teťana je inspirovaná mnoha žánry hudby jako např.: reggae (nejvíce znatelné v písni Judgement (& Punishment)). Sama tvrdí, že metal není jediný žánr, který by hrála, zmínila například jazz, funk nebo blues. Všechny tyto žánry se projevují v její hudbě. Jí nejbližší písničkou je Pisces, o které říká že popisuje části jejího života. To vyplývá z názvu, jelikož je narozena ve znamení ryb (anglicky Pisces). Její největší inspirací byly kapely Otep a Soulfly. Šamaja (Otep) svým zpěvem Teťanu velmi inspirovala.

## Diskografie

### Jinjer
Studiová alba
- Inhale, Don't Breathe (2012)
- Cloud Factory (2014)
- King of Everything (2016)
- Macro (2019)
- Wallflowers (2021)
- Duél (2025)

EP
- Objects in Mirror Are Closer Than They Appear (2010)
- Inhale, Do Not Breathe (2012)
- Micro (2019)